# アタドゥルディ・バイラモフ
アタドゥルディ・ハルドゥルディエヴィチ・バイラモフ（トルクメン語: Atadurdy Haldurdyýewiç Baýramow、ロシア語: Атадурды Халдурдыевич Байрамов、英語: Atadurdy Haldurdyyevich Bayramov、1979年5月21日 - ）は、トルクメニスタンの外交官。トルクメン・ソビエト社会主義共和国（当時）出身。在アストラハン領事や在カザン総領事などを経て、2022年より駐日大使。母語のトルクメン語と出生当時の母国語ロシア語に加えて、英語、ペルシャ語に堪能。

## 経歴
2000年、マフトゥムグリ名称トルクメン国立大学を卒業。まず兵役に就いた後、母校トルクメン国立大学で教鞭を執った。
2011年9月から2017年4月にかけて、在オーストリア大使館一等書記官（領事）。
2017年4月から2018年6月にかけて、国際連合ジュネーブ事務局トルクメニスタン政府常駐代表部一等書記官（領事）。
2018年6月から2020年5月にかけて在アストラハン領事。2020年5月から2022年7月にかけて在カザン総領事。
2022年7月7日、トルクメニスタン大統領令により次期駐日大使を拝命。同年10月28日、皇居で今上天皇に信任状を捧呈し、駐日大使として正式に就任した。